# Iñaki de Miguel
Ignacio de Miguel Villa, dit Iñaki de Miguel, né le 24 octobre 1973 à Madrid, en Espagne, est un ancien joueur espagnol de basket-ball, ayant évolué au poste de pivot.

## Carrière

### Palmarès
- Finaliste du championnat d'Europe 1999
- Vainqueur de la coupe de Grèce 2002 (Olympiakos)